# カディーム・ハリス
カディーム・ハリス（Kadeem Harris, 1993年6月8日 - ）は、イングランド・ウェストミンスター出身のサッカー選手。サムスンスポル所属。ポジションはミッドフィールダー。

## 経歴
2009-10シーズンの終盤のジリンガムFC戦でプロデビュー。
2012年1月30日にフットボールリーグ・チャンピオンシップのカーディフ・シティFCに3年半契約で移籍した。2013年10月18日にブレントフォードFCに2014年1月5日まで期限付き移籍した。直後のコルチェスター・ユナイテッドFC戦でデビューした。2015年8月22日にはバーンズリーFCに11月まで期限付き移籍した。2016年8月にはカーディフに復帰し、監督のポール・トロロープから賞賛を受けるパフォーマンスを披露した。
2019年7月13日、シェフィールド・ウェンズデイFCに加入した。
2021年9月20日、FCメタリスト・ハルキウに移籍した。2022年4月20日、トゥズラスポルに期限付き移籍した。
2022年7月24日、サムスンスポルに2年契約で移籍した。